# Wyoming State Legislature

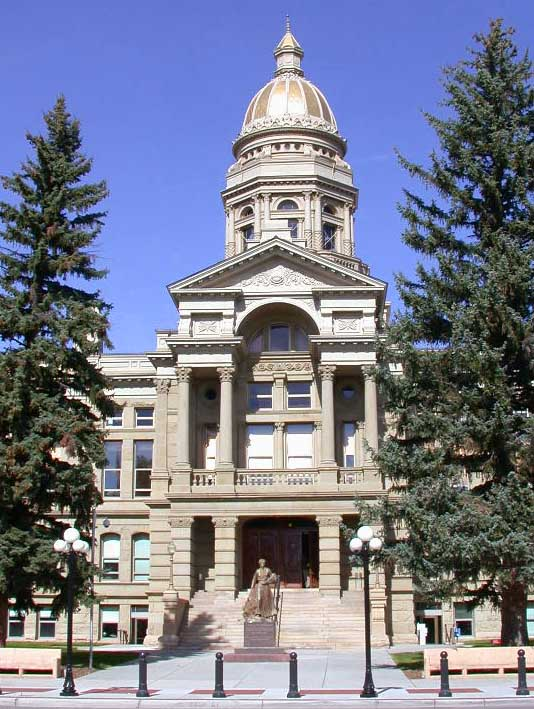
Vooraanzicht van het Capitool van Wyoming in Cheyenne waar kamer en senaat huizen.

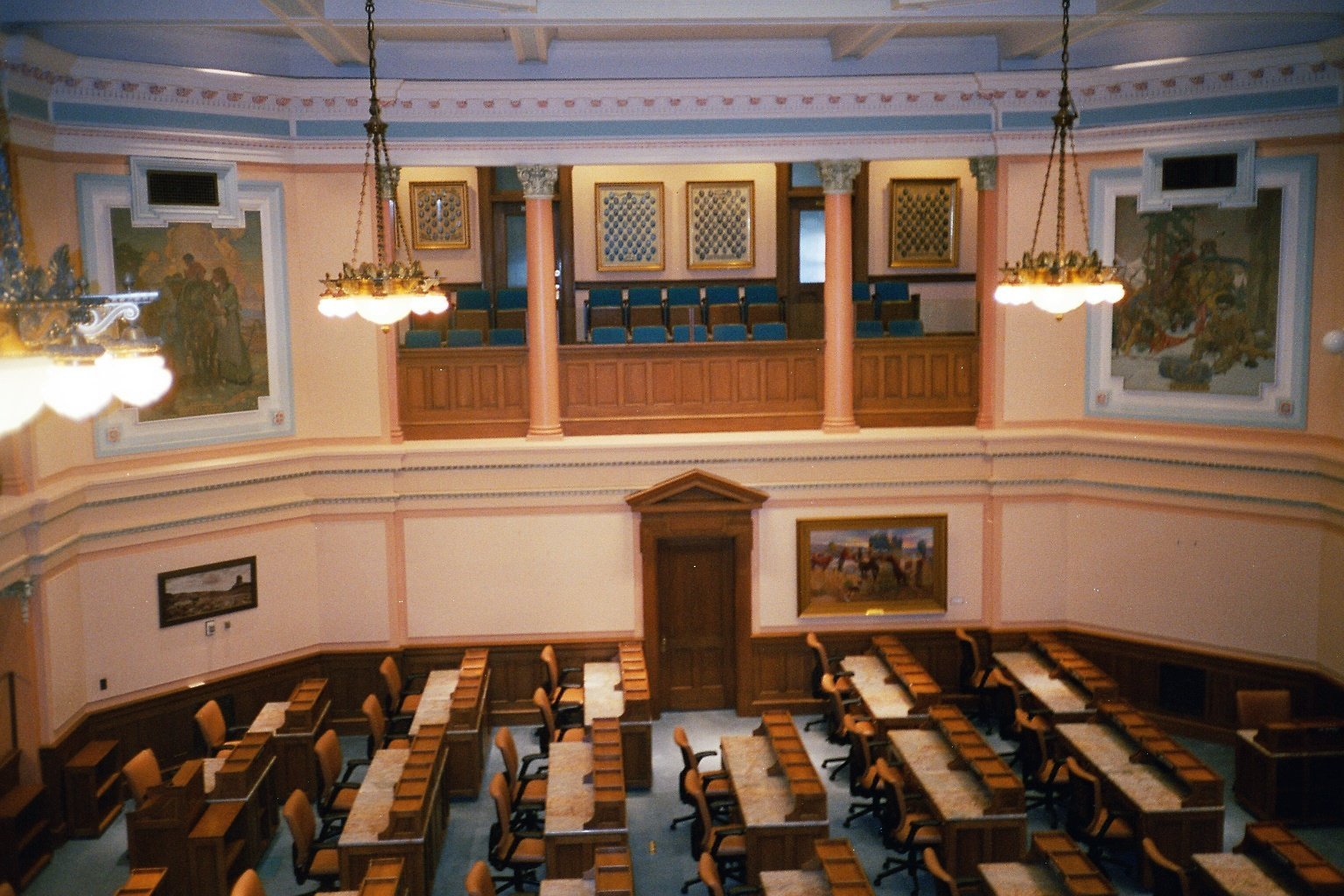
Senaat van Wyoming in het Capitool

De Wyoming State Legislature is het parlement van de Amerikaanse staat Wyoming. Het bestaat uit twee kamers: het lagerhuis is het Wyoming House of Representatives, dat 60 leden telt; het hogerhuis de Wyoming State Senate, met 30 leden. De leden van het House worden voor twee jaar gekozen. Senatoren worden voor vier jaar gekozen. Elke twee jaar vinden verkiezingen plaats voor vijftien senaatszetels. Afgezien van een vakantieperiode na de verkiezing, is het parlement het hele jaar door in sessie, in het capitool in Cheyenne.
In het staatsparlement van Wyoming hebben de Republikeinen al meerdere decennia in beide kamers een meerderheid. De Senaat telde bij de start van de 65ste legislatuur begin 2019 27 Republikeinen en 3 Democraten, het Huis 50 Republikeinen, 9 Democraten en 1 onafhankelijke. Daar waar Wyoming wel regelmatig bestuurd wordt door een Democratische gouverneur, worden de twee kamers van het parlement al lang ononderbroken door Republikeinen gedomineerd.